# Вицини
Вицини (итал. Vizzini) је насеље у Италији у округу Катанија, региону Сицилија.
Према процени из 2011. у насељу је живело 5967 становника. Насеље се налази на надморској висини од 564 м.

## Становништво
| 1931.  | 1936.  | 1951.  | 1961.  | 1971. | 1981. | 1991. | 2001. | 2011. |
| ------ | ------ | ------ | ------ | ----- | ----- | ----- | ----- | ----- |
| 14.661 | 14.706 | 13.578 | 10.806 | 8.630 | 8.847 | 8.698 | 7.105 | 6.409 |